# Hypsugo savii
El murciélago montañero o de montaña (Hypsugo savii), cuyo nombre específico es en honor al zoólogo Paolo Savi, es de pequeño tamaño, con membranas, orejas y cara de color negro. Las orejas son cortas, separadas en su base y más anchas y redondeadas que los del género Pipistrellus; el trago es corto y redondeado. El pelaje es denso y bastante largo.
Se distingue de las especies más parecidas, todas del género Pipistrellus, por tener los incisivos superiores con dos puntas y el primer premolar muy pequeño o ausente.
- Longitud de la cabeza y cuerpo - entre 40 y 54 mm.
- Longitud de la cola - de 31 a 43 mm.
- Peso - de 5 a 10 gramos.

## Distribución
Habita en la Cuenca del Mediterráneo y en el Oriente Próximo, y su población se extiende desde los archipiélagos de Canarias y Cabo Verde en el oeste hasta Japón, Corea y China por el este. Hay registros puntuales en la República Checa y divagantes en el Reino Unido y norte de Alemania. En España se ha encontrado en todas las comunidades autónomas, siendo menos frecuente en los valles del Duero, Guadalquivir, Guadiana y Ebro, siendo más abundante en la franja mediterránea y las cordilleras del interior.
En cuanto al rango altitudinal en las Islas Canarias, se han encontrado desde el nivel del mar, en Gran Canaria, hasta los 2.150 m s. n. m. en Tenerife. En la península ibérica hay registros desde los 60 m s. n. m. en el valle del Miño hasta los 3.300 en Sierra Nevada.

## Hábitat
Aunque H. savii es considerado una especie esencialmente montañera, de donde toma su nombre vulgar, tiene una zona de distribución muy variada, que va desde grandes valles sin roquedos hasta acantilados costeros o de montaña, y hasta los medios rurales con pequeños núcleos de población humana, pasando por parques urbanos y jardines. 
El carácter fisurícola de la especie hace difícil detectar su presencia, aunque en los edificios muestra indicios de presencia similares a los que deja Pipistrellus pipistrellus, pero sus excrementos son más grandes.

## Amenazas
Por sus hábitos fisurícolas, las pérdidas de refugios son pocos importantes, ya que logran otros rápidamente, aunque puede ser un problema en una época crítica (la de cría o la de hibernación).
También pueden ser sensibles a la intoxicación por biocidas, tanto por tratamientos forestales como agrícolas. Se ha de destacar que es la especie más afectada por la instalación de aerogeneradores. En Navarra, más de la mitad de los murciélagos que mueren en los parques eólicos son de esta especie.